# Konzertmuschel

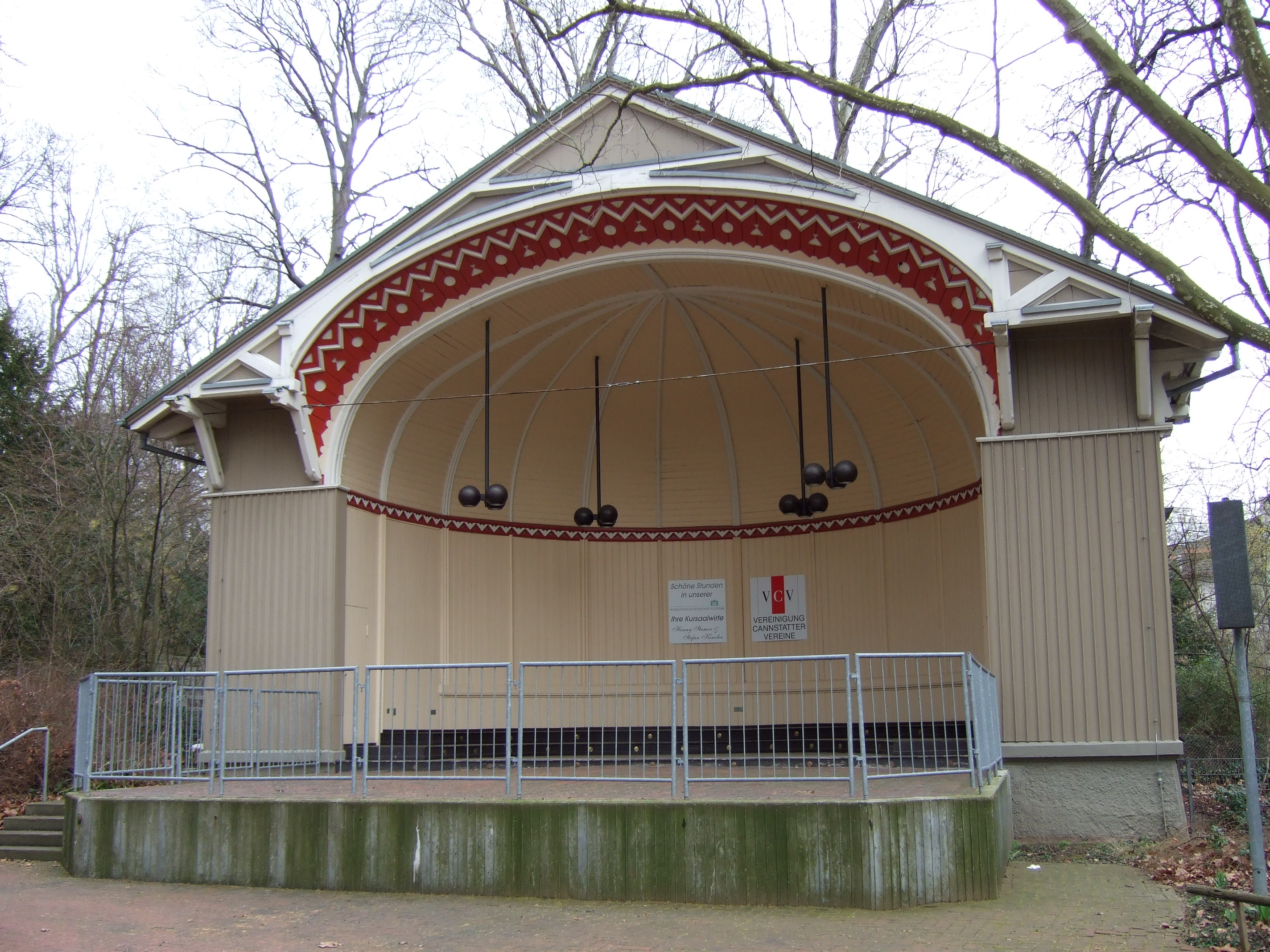
Konzertmuschel aus Holz im Kurpark Stuttgart-Bad Cannstatt

Eine Konzertmuschel ist ein Bauwerktypus, der aufgrund seiner besonderen – einer Muschel ähnelnden – Form als Bühne für musikalische Darbietungen im Freien dient. Die Konzertmuschel ist zum Publikum hin, das sich im Freien befindet, offen. Die Rück- und Seitenwände sowie das Dach gehen meist ineinander über, die Wölbung ist auf der Innenseite in der Regel der runden Oberfläche einer Viertelkugel (Kugelkalotte) angenähert. Dadurch wird der dort auftreffende Schall in Richtung Publikum reflektiert, was zu einer besseren Raumakustik führt (ausgewogener Anteil von Direktschall und Reflexionen). Das Dach und die Seiten schützen zudem die Musiker und ihre Instrumente vor der Witterung.
Besonders häufig sind Konzertmuscheln in den Parkanlagen und an Promenaden von Kurorten anzutreffen. Dort werden im Sommerhalbjahr mehr oder weniger regelmäßig Konzerte („Kurkonzerte“) im Rahmen des Unterhaltungsprogramms für Kurgäste dargeboten.

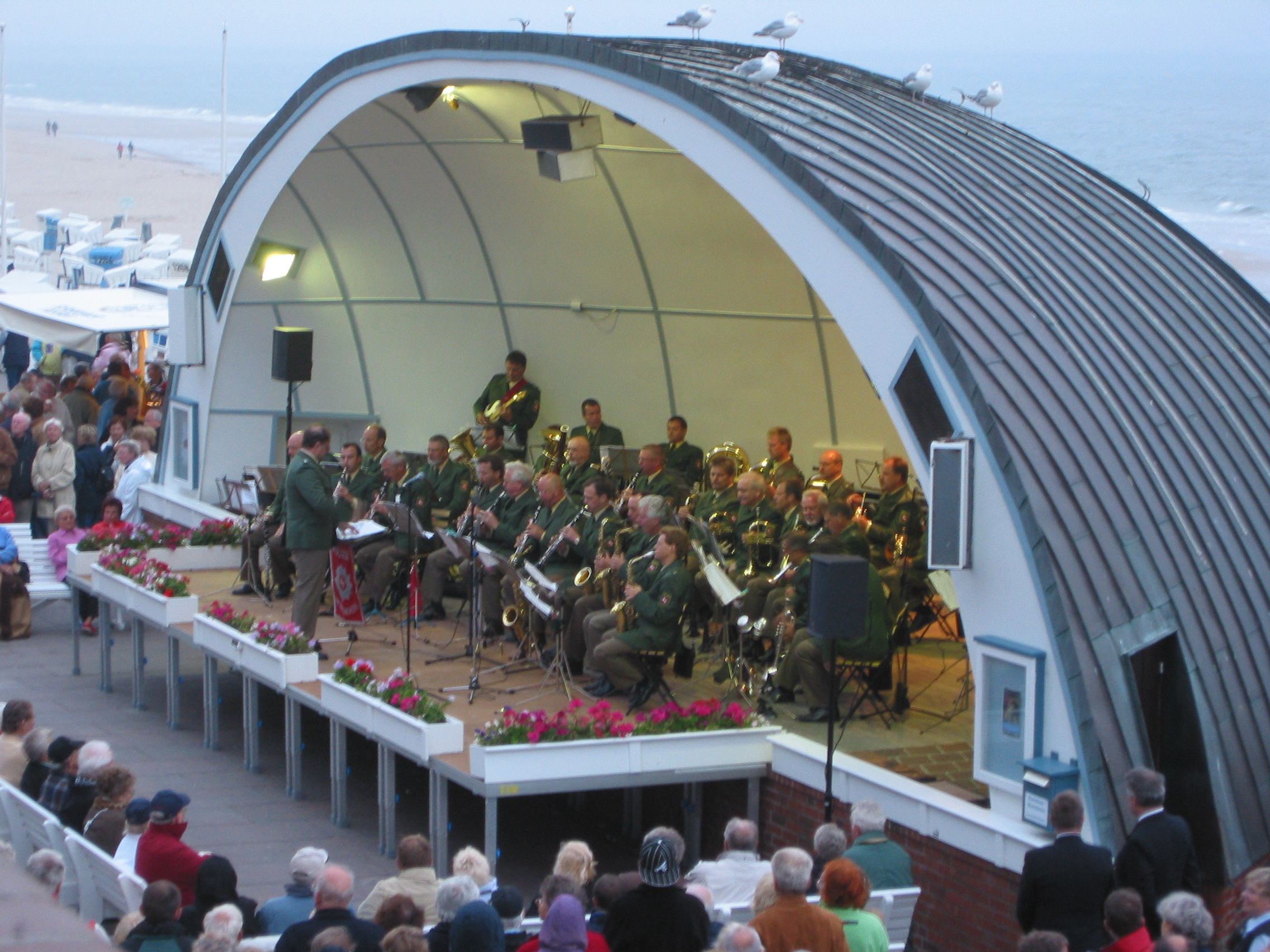
Promenade Westerland mit Polizeimusikkorps Niedersachsen
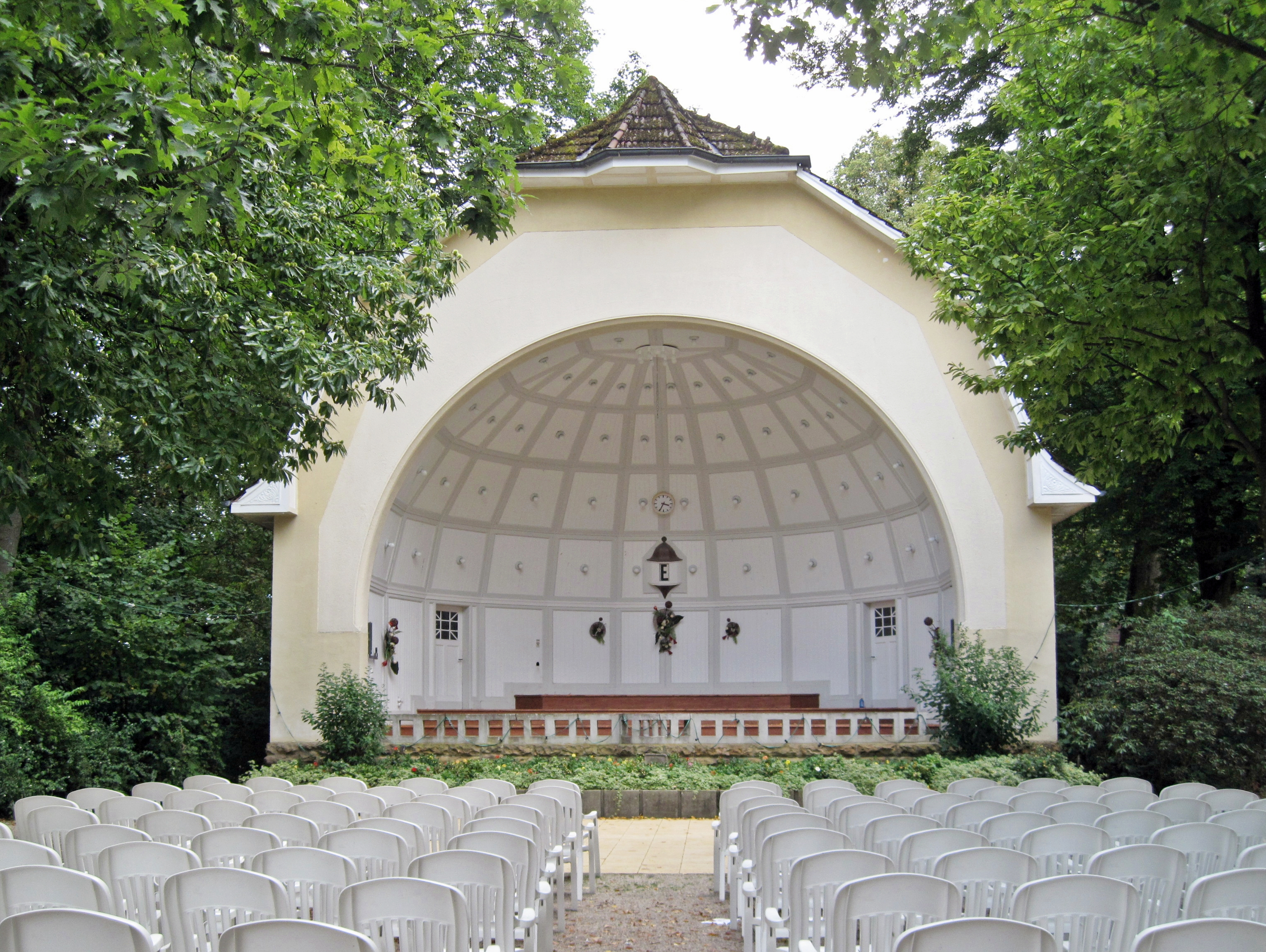
Bad Rothenfelde
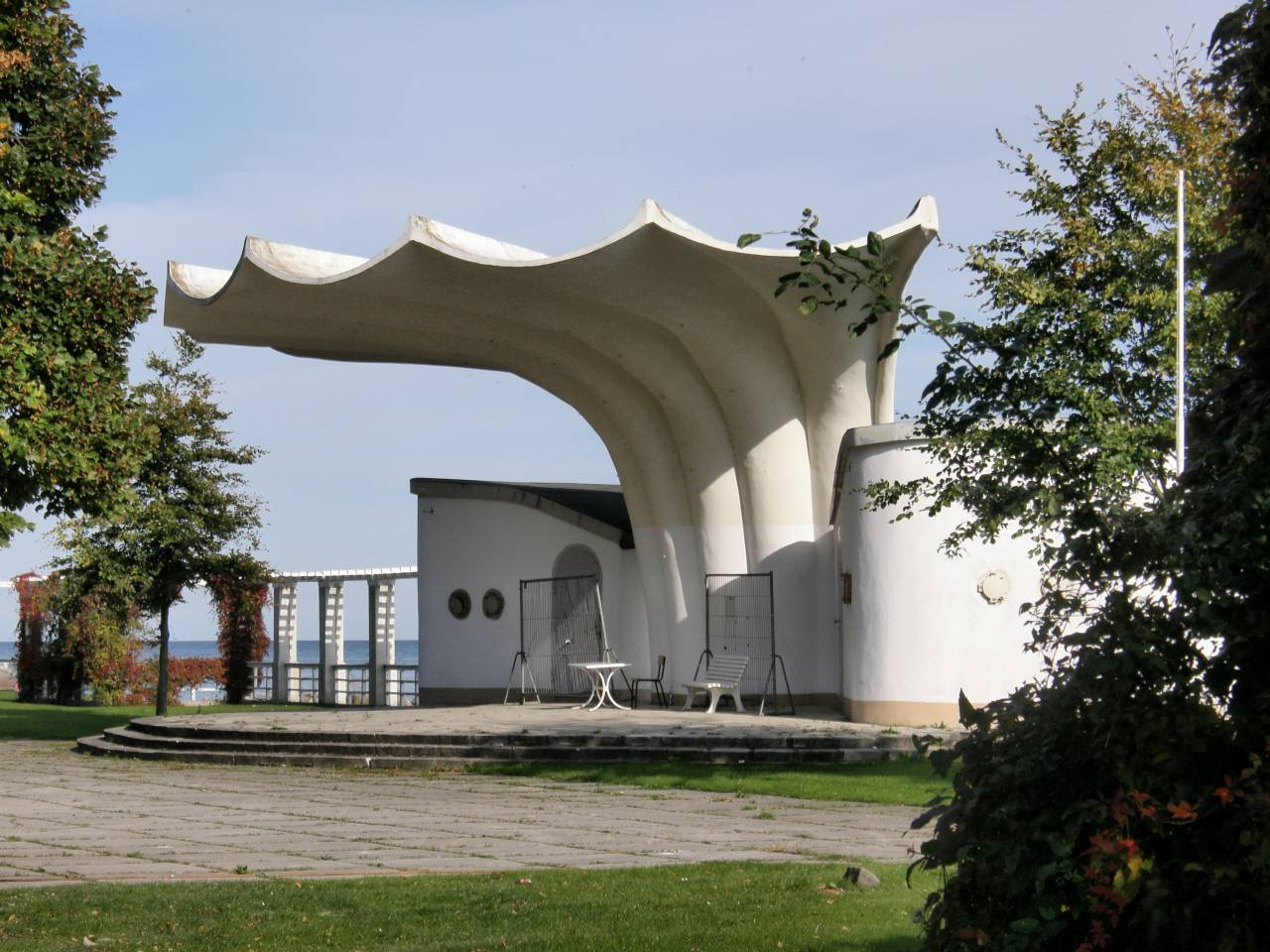
Kurmuschel in Sassnitz von Ulrich Müther
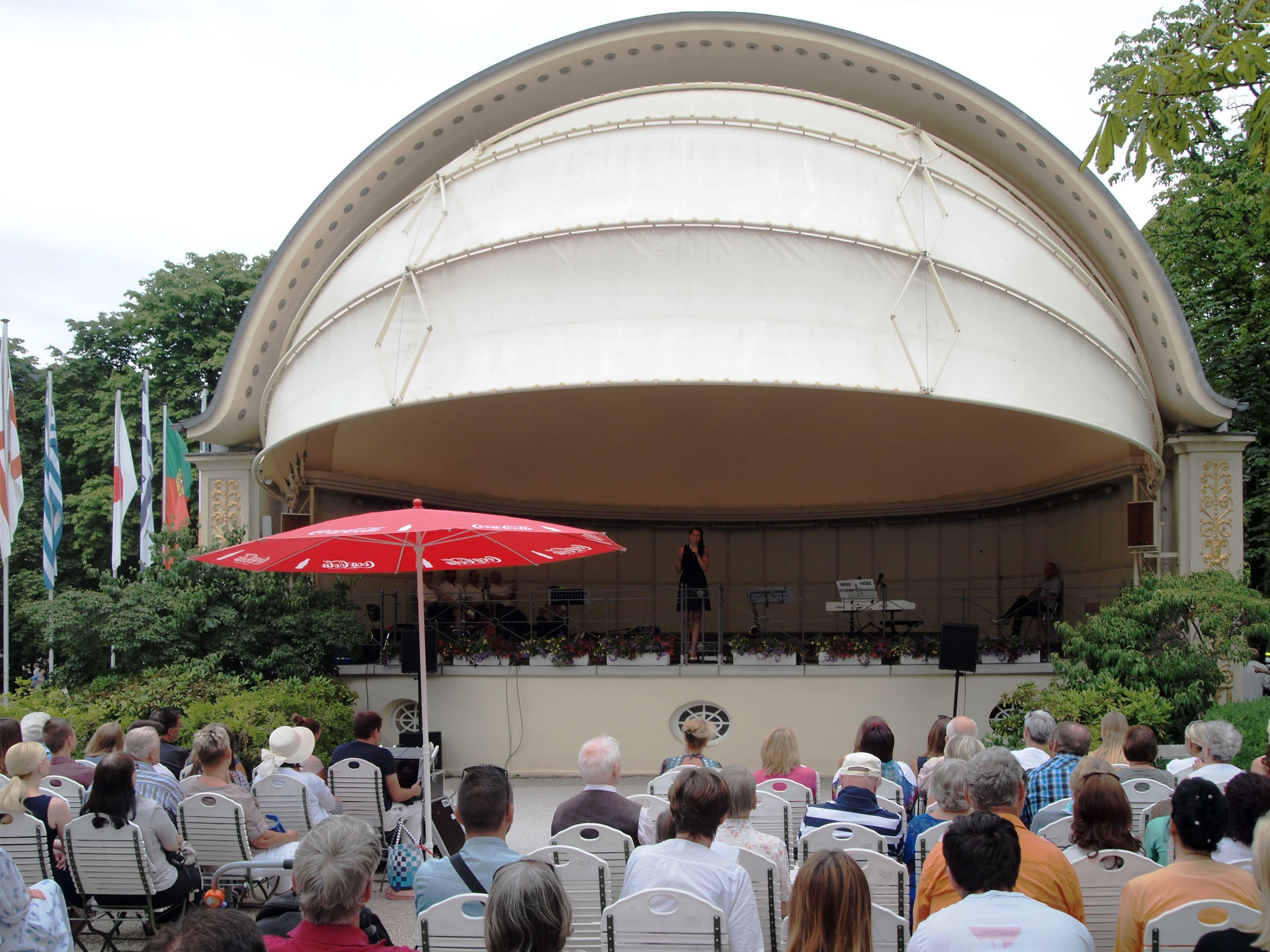
Kurhaus Baden-Baden mit Markise
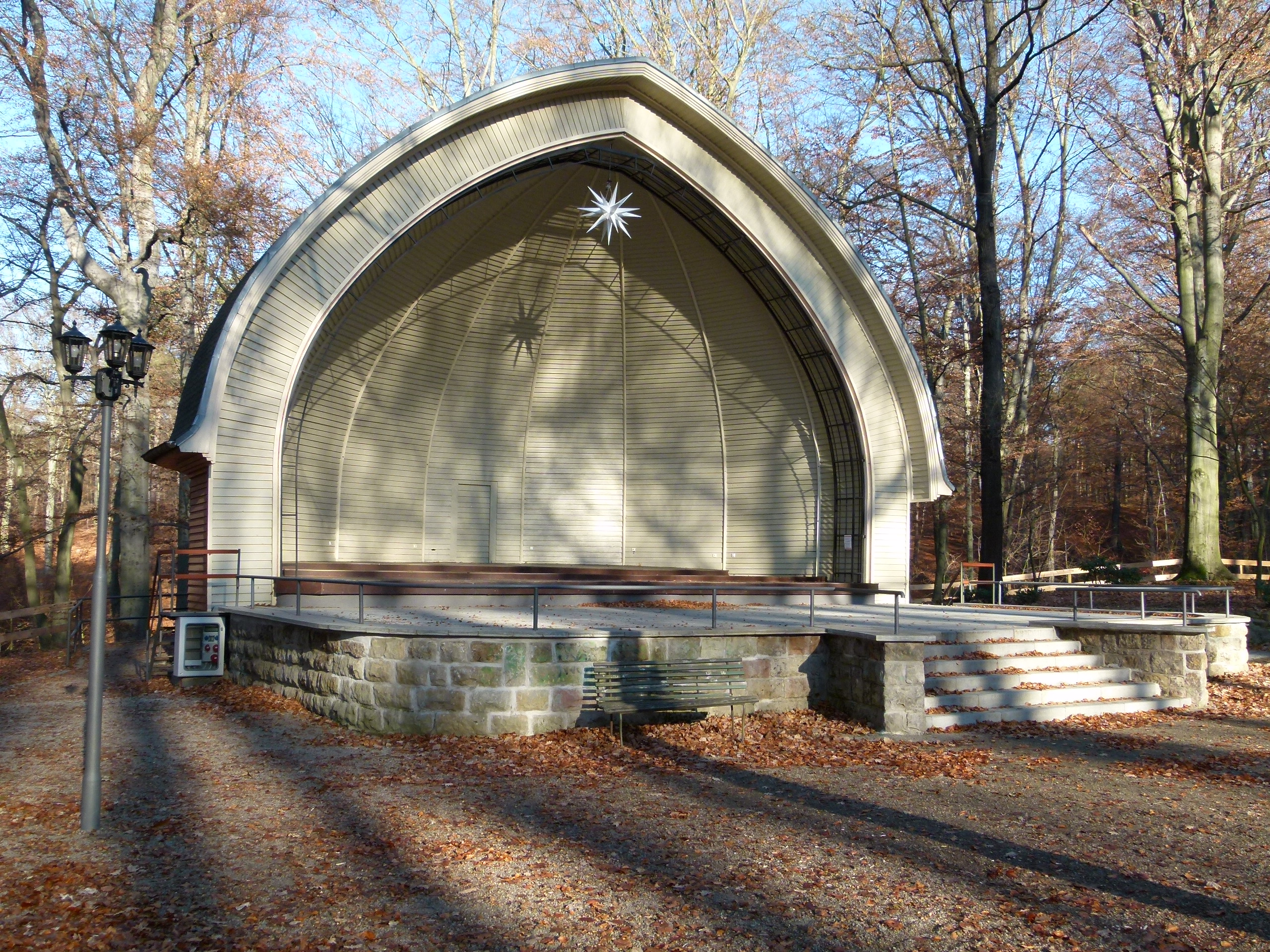
Waldpark Weißer Hirsch in Dresden
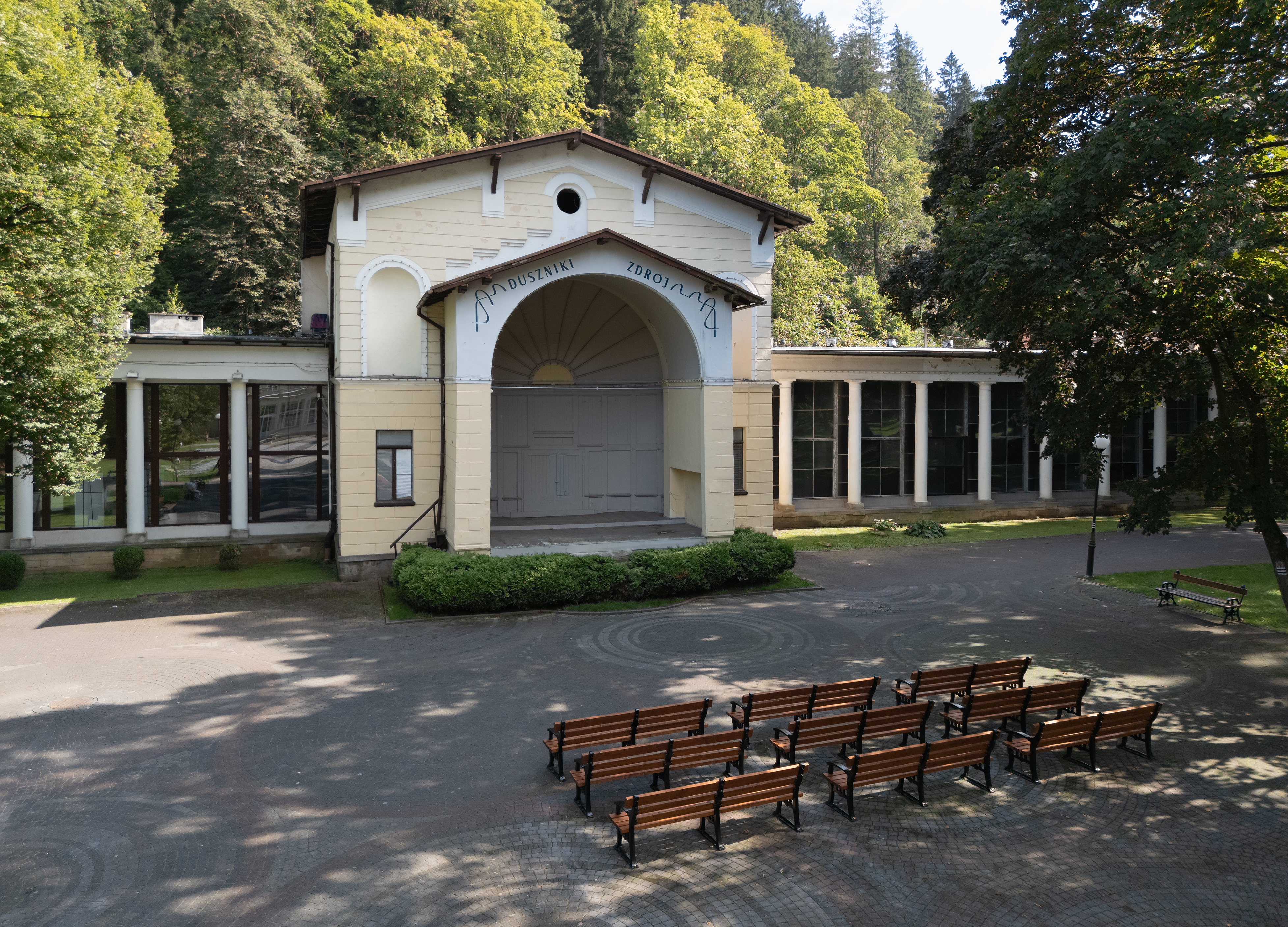